# Sękowa (gmina)

Logo gminy

Sękowa – gmina wiejska w województwie małopolskim, w powiecie gorlickim. W latach 1975–1998 gmina położona była w województwie nowosądeckim.
Siedziba gminy to Sękowa.
Według danych z 30 czerwca 2004 gminę zamieszkiwały 4743 osoby.

## Struktura powierzchni
Według danych z roku 2002 gmina Sękowa ma obszar 194,75 km², w tym:
- użytki rolne: 29%
- użytki leśne: 68%

Gmina stanowi 20,13% powierzchni powiatu.

## Demografia

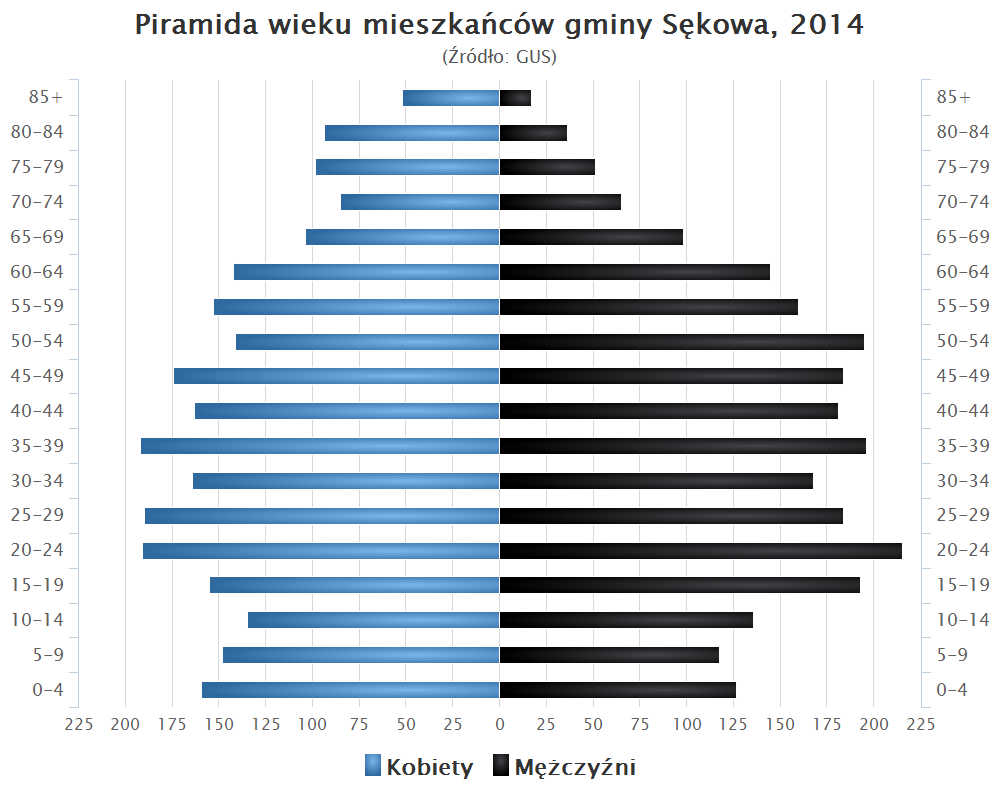
Piramida wieku mieszkańców gminy Sękowa w 2014 roku

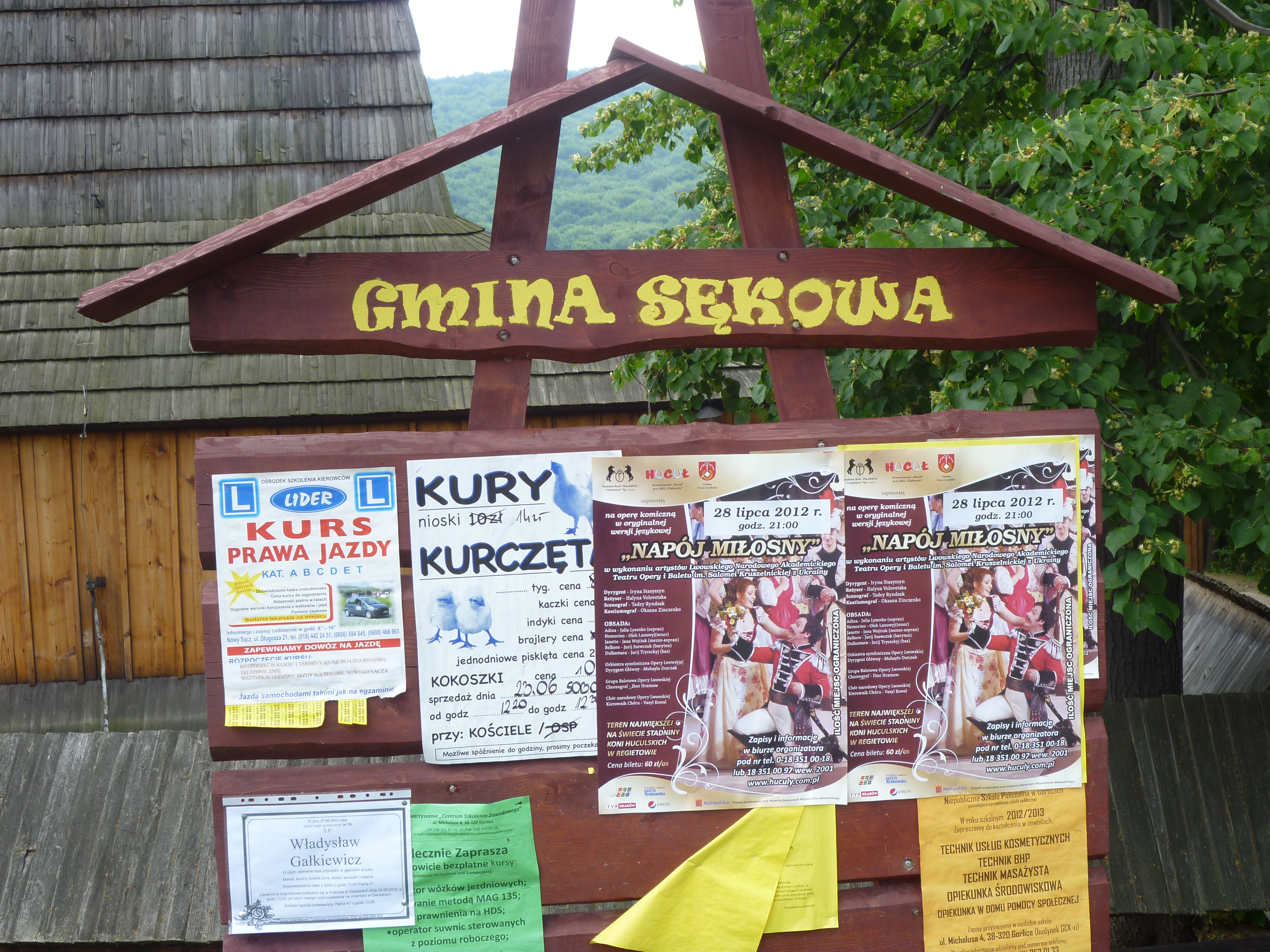

Dane z 31.12.2017 roku
| Opis                              | Ogółem | Ogółem | Kobiety | Kobiety | Mężczyźni | Mężczyźni |
| --------------------------------- | ------ | ------ | ------- | ------- | --------- | --------- |
| jednostka                         | osób   | %      | osób    | %       | osób      | %         |
| populacja                         | 4981   | 100    | 2510    | 50,4    | 2471      | 49,6      |
| gęstość zaludnienia (mieszk./km²) | 26     | 26     | 14      | 14      | 12        | 12        |

## Sąsiednie gminy
Dębowiec, Gorlice, Gorlice (miasto), Krempna, Lipinki, Uście Gorlickie.
Gmina sąsiaduje ze Słowacją.